# Crvenilo oka
Crvenilo oka (lat. Morbus oculi et adnexorum, non specificatus) je jedan od najčešćih znakova u oftalmologiji kojim se označava dilatacije krvnih sudova u prednjem segmentu oka. Dijagnoza može biti potpomognuta diferencijacijom između cilijarne i kouktivne injekcije. Cilijarna injekcija uključuje grane prednjih cilijarnih arterija i ukazuje na upalu rožnjače, dužice ili cilijarnog tela. kounktivna injekcija uglavnom pogađa zadnje kounktivalne krvne sudove. Budući da su ovi krvni sudovi površnije od cilijarnih arterija, one proizvode više crvenila, pomeraju se sa kounktivom i sužavaju nakon primene topikalnih vazokonstriktora.
Brojni činioci mogu biti povezani sa crvenim očima, uključujući kouktivitis, blefaritis, kanalikulitis, povredu rožnjače, dakriocistitis, episkleritis, skleritis, iritis, keratitis, sindrom suvog oka (DES ili keratokounktivni sika KCS), glaukom, subkounktivalno krvarenje, bakterijske ili virusne infekcije, ili traume oka.

## Epidemiologija
Crveno oko je vrlo česta pojava, a kounktivitis je najčešći uzrok crvenih očiju. Subkounktivalna hemoragija se takođe često javlja, ali zato što je to samo-ograničeni poremećaj, tačne brojke nisu dostupne jer mnogi bolesnici su asimptomatski i ne traže medicinsku pomoć.
Starost
Subkounktivno krvarenje se može javiti u svim uzrastima, ali je češće kod starijih osoba.
Pol i rasa
Nije zabeležena nikakva polna ili rasna sklonost crvenih očiju.

## Prognoza
Prognoza zavisi od uzroka crvenih očiju. Na primer, subkounktivalno krvarenje je samo-ograničeno stanje kada nije povezano sa sistemskom bolešću ili značajnom traumom; stoga je prognoza odlična.
Komplikacije na oku prvenstveno zavise od uzroka crvenih očiju.

## Diferencijalna dijagnoza
Diferencijalnodijagnostički treba imati u vidu sledeća stanja i bolesti:
| - Akutni hemoragijski kounktivitis - Adultni blefaritis - Alergijski kounktivitis - Bakterijski kounktivitis (ružičasto oko) - Bakterijski endoftalmitis - Halacion - Hemijsku opekotinu oka - Komplikacije nakon upotrebe kontaktne leće - Odbacivanje rožnjače - Kornealna ulceracija - Dakriocistitis - Distihiazu - Bolest suvog oka (Keratoconjunctivitis sicca) - Ektropion - Abrazije rožnjače | - Entropion - Episkleritis - Gljivični endoftalmitis - Akutni glaukom zatvorenog ugla - Herpes zoster - Hordeolum - Neonatalni kounktivitis (Ophthalmia neonatorum) - Orbitalna celulitis - Postoperativni endoftalmitis - Preseptalni celulitis - Pterigijum - Ponovna erozija rožnjače - Evaluacija crvenih očiju - Stevens-Johnsonov sindrom - Virusni kouktivitis (ružičasto oko) |

## Literatura
- Cronau, H; Kankanala, RR; Mauger, T (Jan 15, 2010). „Diagnosis and management of red eye in primary care”. American Family Physician. 81 (2): 137—44..

|  | Molimo Vas, obratite pažnju na važno upozorenje u vezi sa temama iz oblasti medicine (zdravlja). |